# 布魯什佩爾克
布魯什佩爾克是捷克的城鎮，位於該國東部，距離弗里代克-米斯泰克9公里，由摩拉維亞-西利西亞州負責管轄，面積10.26平方公里，海拔高度265米，2006年人口3,718。

## 外部連結
- Municipal website （页面存档备份，存于）